# Lucius Veturius Philo (Konsul 206 v. Chr.)
Lucius Veturius Philo (* um 240 v. Chr.; † nach 202 v. Chr.) war ein dem Patriziergeschlecht der Veturier entstammender Feldherr und Politiker der Römischen Republik. Die Zeit seines Wirkens fällt in den Zweiten Punischen Krieg, den Rom gegen Hannibal ausfocht. 206 v. Chr. amtierte er als Konsul und überbrachte 202 v. Chr. die Nachricht vom entscheidenden Sieg über Hannibal in der Schlacht von Zama nach Rom.

## Leben

### Abstammung; frühe Laufbahn
Nach den Fasti Capitolini zum Jahr 206 v. Chr. war Lucius Veturius Philo der Sohn eines gleichnamigen Vaters. Dieser hatte 220 v. Chr. das Konsulat bekleidet. Aus den Fasti Capitolini geht des Weiteren hervor, dass der Großvater des Lucius Veturius Philo ebenfalls den gleichen Namen trug, doch ist über diesen nichts Näheres bekannt.
Über das frühe Leben des Veturius Philo liegt keine Überlieferung vor. 212 v. Chr. fungierte er als Legat des Konsuls Appius Claudius Pulucher in Kampanien. Von der wichtigsten der erhaltenen Quellen, dem römischen Geschichtsschreiber Titus Livius, wird er für das Jahr 211 v. Chr. als Senator verzeichnet. Nach Meinung des Althistorikers Friedrich Münzer war er im gleichen Jahr kurulischer Ädil; denn Livius nennt den damaligen Träger dieses Amts Lucius Veturius (allerdings ohne Anführung des Cognomens). Dass Livius die Bekleidung der Ädilität ein Jahr später – auf 210 v. Chr. – datierte, ist nach Ansicht Münzers ein Irrtum des römischen Historikers. 209 v. Chr. amtierte Veturius Philo als Prätor. Dabei war er als Praetor peregrinus („Fremdenprätor“) für Rechtsstreitigkeiten zwischen römischen Bürgern und Nichtbürgern zuständig. Dass er laut Livius gleichzeitig das militärische Kommando für Gallien erhalten habe und dieses auch um ein Jahr verlängert worden sei, ist nach der Auffassung von Tassilo Schmitt ungeschichtlich. Hans Georg Gundel hegte hingegen keine Zweifel an der Historizität der gleichzeitigen Übertragung von Gallien als Provinz an Veturius Philo, der hier über zwei Legionen befehligt haben soll.
207 v. Chr. nahm Veturius Philo als Legat des Konsuls Marcus Livius Salinator an der Schlacht am Metaurus nahe der mittelitalienischen Ostküste gegen Hasdrubal Barkas teil, der seinem Bruder Hannibal mit Verstärkungen zu Hilfe kommen wollte. In dieser Auseinandersetzung, die mit der Niederlage und dem Tod Hasdrubals endete, dürfte sich Veturius Philo sehr ausgezeichnet haben, da er belobigt und später von Livius Salinator als Kandidat für das Konsulat des Folgejahres empfohlen wurde. Zunächst erledigte er den ihm erteilten ehrenvollen Auftrag, zusammen mit Publius Licinius Varus und Quintus Caecilius Metellus die Nachricht vom Sieg über Hasdrubal nach Rom zu überbringen. Nach deren Verkündigung im Senat verlas er den offiziellen Bericht vor dem Volk und fügte weitere Erläuterungen an.

### Konsul und spätere Karriere
Nach dem Abschluss der militärischen Operationen fungierte Livius Salinator als Diktator für die Abhaltung der Wahlen, in denen die Magistrate des nächsten Jahres bestimmt wurden. Mit seiner Unterstützung wurde Veturius Philo zum Konsul für 206 v. Chr. gewählt und erhielt Quintus Caecilius Metellus zum Amtskollegen. Beide Konsuln erhielten Bruttium als Provinz, wo Hannibal sich noch behauptete. Veturius Philo führte von ihm frisch ausgehobene Truppen nach Bruttium und übernahm zusätzlich das Heer des Quintus Claudius. Gemeinsam mit Caecilius Metellus führte er einen Raubzug gegen das Gebiet von Consentia durch, doch gerieten beide Konsuln auf dem Rückweg in einem Engpass in Gefechtsberührung mit einer feindlichen Streitmacht. Zu wirklichen Kämpfen kam es nicht. Danach unterwarfen die Konsuln widerstandslos Lucanien.
Gegen Ende seiner Amtszeit begab sich Veturius Philo auf den Ruf des Senats nach Rom, um die Leitung der Wahl der Konsuln für das folgende Jahr zu übernehmen. Als Konsuln für 205 v. Chr. wurden Publius Cornelius Scipio Africanus und Publius Licinius Crassus Dives gewählt. Im Gegensatz zu seinem Amtskollegen Caecilius Metellus blieb Veturius Philo 205 v. Chr. nicht als Militärführer in Bruttium, sondern übergab das dortige Oberkommando dem neuen Konsul Licinius Crassus, dem Bruttium als Provinz zugefallen war. Ende 205 v. Chr. erhielt Caecilius Metellus die Aufgabe, als Diktator die nächsten Konsulwahlen durchzuführen. Er erhob seinen ehemaligen Kollegen Veturius Philo zu seinem Magister equitum („Reiterführer“). Zu Konsuln für 204 v. Chr. wurden Marcus Cornelius Cethegus und Publius Sempronius Tuditanus bestellt.
204 v. Chr. scheint Veturius Philo als Legat des Scipio Africanus mit diesem nach Nordafrika übergesetzt zu sein, wo Scipio als Prokonsul den Krieg gegen die Karthager zu Ende bringen wollte. Nähere Einzelheiten über die dortige militärische Tätigkeit des Veturius Philo sind nicht überliefert. Wieder durfte er 202 v. Chr. an der Spitze einer Delegation die offizielle Botschaft vom entscheidenden Sieg Scipios in der Schlacht von Zama über Hannibal nach Rom überbringen. In der gleichen Eigenschaft hatte er die punischen Gesandten nach Rom mitzunehmen. Die Übertragung dieser ehrenvollen Aufgabe legt nahe, dass er sich auch auf dem Kriegsschauplatz in Nordafrika große Verdienste erworben hatte, zumal er und nicht der ihn begleitende Offizier Lucius Cornelius Scipio Asiaticus, der Bruder des siegreichen Scipio Africanus, zum Wortführer der nach Rom entsandten Delegation erkoren wurde. Veturius Philo übermittelte dem Senat im Tempel der Bellona einen eingehenden Bericht über den Sieg Scipios und informierte anschließend auch das Volk. Er war der letzte Angehörige seines Geschlechts, der während der Ära der Römischen Republik zum Konsul aufstieg. Über sein späteres Leben und sein Todesdatum ist nichts bekannt.